# Wavin
Die Wavin N.V. (Eigenschreibweise: wavın) ist ein Hersteller von Kunststoffrohren mit Sitz in Zwolle.
Das Unternehmen gilt als Marktführer bei der Herstellung von Kunststoffrohren in Europa.
Der Name Wavin ergibt sich aus den Wörtern WAsser und VINyl. Diese beiden Wörter wurden als Basis für den Firmennamen gewählt, da anfänglich ausschließlich Kunststoffrohrsysteme zur Wasserversorgung hergestellt wurden. Vinylchlorid ist das Monomer zu Polyvinylchlorid (PVC).

## Eigentümer
Wavin befindet sich vollständig im Eigentum von Orbia (vormals Mexichem). Im Jahre 2012 hatte die damalige Mexichem Wavin für 531 Mio. Euro übernommen. Bei Orbia handelt es sich um den Marktführer bei der Produktion von Kunststoffrohren in Lateinamerika. 

## Allgemeines
Der Deutschlandsitz des Unternehmens ist im emsländischen Twist. Hier betreibt der Konzern seit 1956 einen Produktionsstandort. Zu den Geschäftsführern der Wavin GmbH in Twist gehörte in den 1980er Jahren Martin Fischer. Mit europaweit 5.500 Mitarbeitern, davon 500 in Deutschland, erwirtschaftete Wavin 2014 einen Umsatz von rund 1,2 Mrd. Euro.

## Produkte
Das Produktspektrum umfasst Kunststoffrohre in verschiedenen Abmessungen, Gewichten und Verwendungszwecken. So werden unter anderem Rohrsysteme für die Trinkwasserversorgung, Kanalisationssysteme, Regenwassersammelsysteme und Gasversorgung produziert. Zudem bietet das Unternehmen die Projektplanung für Dachentwässerungssysteme an.